# Площадь Победы (Санкт-Петербург)

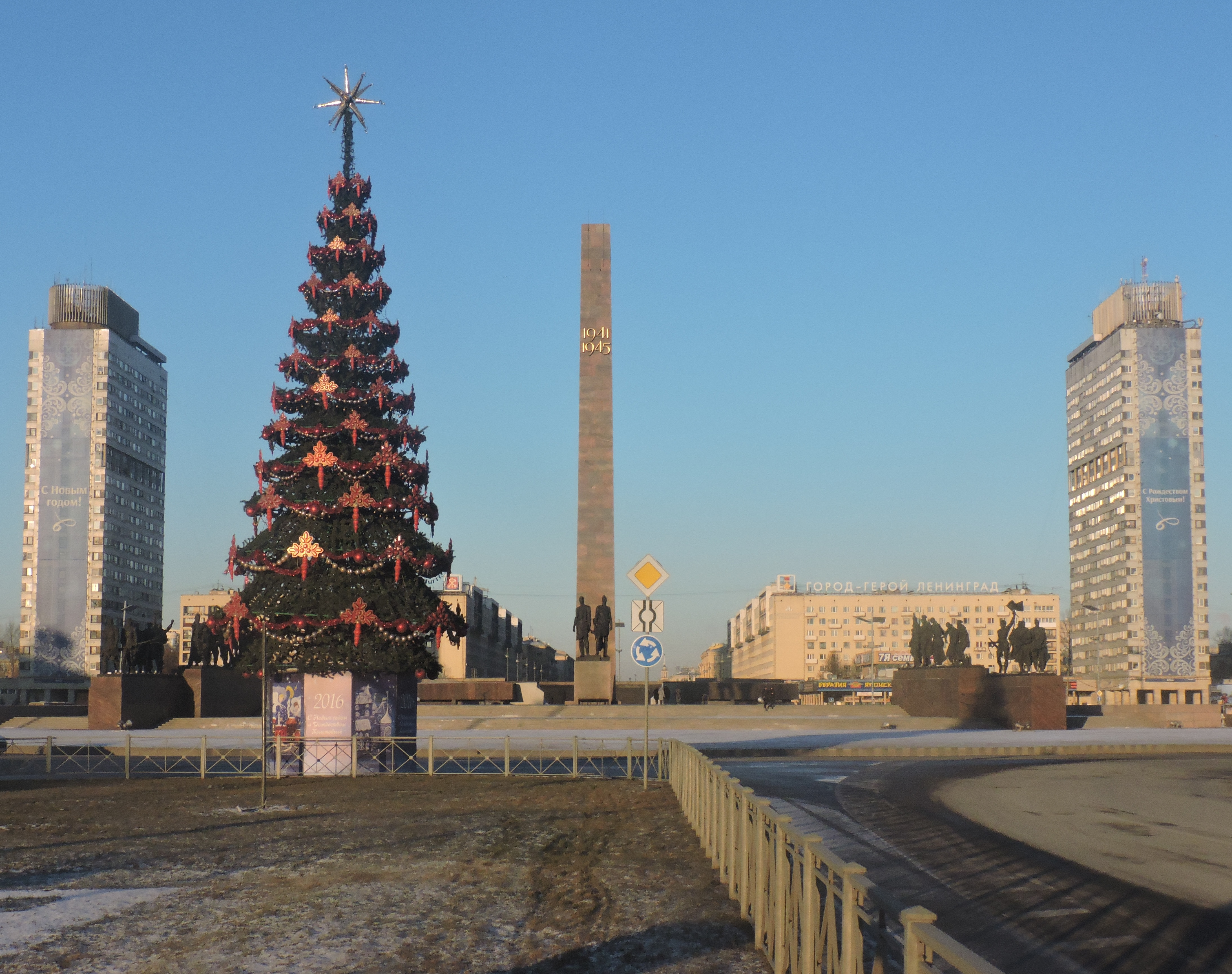
Площадь Победы с южной стороны

Пло́щадь Побе́ды — площадь в Московском районе Санкт-Петербурга. К площади сходятся Московский проспект, улицы Краснопутиловская, Орджоникидзе и Галстяна, а также Московское и Пулковское шоссе. С юга к площади примыкает Пулковский парк.
Площадь спроектирована и построена как южные ворота Санкт-Петербурга. Создание ансамбля длилось с конца 1940-х до 1980-х годов. На две части ансамбля, объёмную планировку площади и монумент по центру, проводилось два разных конкурса; оба выиграл С. Сперанский.

## Наименование
Первоначальное название Средняя Рогатка существовало с 1762 по 1791 годы, названо в связи с тем, что в XVIII—XIX веках дорога в город перегораживалась на ночь рогаткой, между стоящими по краям дороги будками. С 1765 года употребляется название Три Руки. На Военно-топографической карте Санкт-Петербургской губернии, Ряд 2 лист 8, это место называется как Почтовая станция Четыре руки.
12 ноября 1962 года переименована в Площадь Победы, в честь победы Советского народа в Великой Отечественной войне.

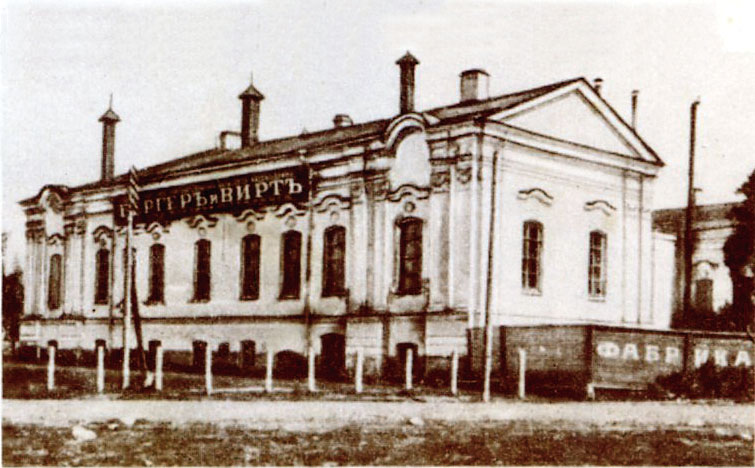
Среднерогатский дворец. Фото нач. XX в.

## История
Место, где находится площадь Победы, прежде называлось Средней Рогаткой. На обрамленной полукруглой металлической оградой площади находилась вторая по пути в Москву застава. Рогатками заставы называли потому, что на них стояли особые заграждения, рогатки (шлагбаумы), которыми в XVIII—XIX веках перегораживали дорогу.
К концу XVIII века территорию занимала немецкая колония. В 1939 году по Средней Рогатке проходила граница города согласно Генеральному плану развития Ленинграда, во время Великой Отечественной войны здесь шла средняя линия обороны города, в июле 1945 года здесь была установлена временная триумфальная арка, которую спроектировал Александр Гегелло. Согласно Генеральному плану города 1948 года, граница стала проходить южнее, но пересечение Московского и Киевского шоссе сохранило значение «ворот».
В 1949 году на неоформленной площади были установлены парные скульптуры Ленина и Сталина. В 1952 году был объявлен конкурс на эскизный проект реконструкции проспекта имени И. В. Сталина. Согласно Игорю Фомину, площадь, с которой начинался проспект, была «свободна от застройки», только «завод полиграфических красок [путевой дворец] … нужно будет перебазировать». Проекты, занявшие два первых места (первый — группа Владимира Витмана, второй — Игоря Фомина и группы, включавшей Сергея Сперанского и Бориса Журавлёва), предлагали асимметричную композицию площади (вызванную асимметричной структурой сходящихся дорог). Проектирование было поручено мастерской № 6 Ленпроекта со Сперанским во главе (с 1953 года). Из проекта Витмана Сперанский взял открывающие проспект Г-образные жилые дома с четырьмя накладными портиками на верхних этажах (как прообраз остекленных мастерских, созданных на углу проспекта и площади).
После XX съезда КПСС проспект был переименован, статуя Сталина убрана (Ленин простоял до 1968 года, после чего был перевезён в Зеленогорск). Конкурс на памятник на тему обороны Ленинграда на месте прежде стоявшей пары, изначально предполагавшийся небольшим, состоялся в 1957 году. Первая версия проекта площади была опубликована в 1959 году, в неё была круговая развязка овальной формы, высотная доминанта на углу здания с западной стороны, три вертикальных объёма по восточной стороне, два жилых Г-образных дома на въезде на проспект. Проект был отложен в силу иных приоритетов, реальное строительство началось в 1960-х, после Всесоюзного совещания по архитектуре и строительству, когда был смягчён аскетизм «борьбы с излишествами». В 1961 году был утверждён проект с 16-ти этажными башнями (позднее ставшими 20- и 22-хэтажными), усилением симметрии площади из-за повышения значимости отрезка Киевского шоссе (будущего Пулковского) со стороны аэропорта. Изменилась роль монумента; в 1964 году состоялся открытый международный конкурс на памятник, в рамках которого можно было выбрать и место размещения, во втором этапе в 1966—1967 годах уже явно указывалось, что памятник должен был быть размещён на площади Победы. При этом было непонятно, будут ли направлены ресурсы в основном на этот памятник или на памятник на моле в Финском заливе, поэтому его возведение снова было задержано до волевого решения открыть монумент к 30-летию Победы. Строительство на площади старались завершить также к 1975 году для подобающего фона памятнику. Впервые в Ленинграде было получено разрешение на строительство из монолитного железобетона, но для упрощения нового процесса квартиры в зданиях сделали одинаковыми, однокомнатными. Из-за долгих сроков создания ансамбля в нём есть стилистические различия между элементами; угловые дома — характерный образец ранних 1960-х, парные башни гостиницы и инженерного комплекса ВНИИ «Электростандарт» — эстетика ранних 1980-х, сам памятник эклектичен, соединяет экспрессивный модернизм, социалистический реализм и классицизм.

### Снос Среднерогатского дворца
До 1971 года у Средней рогатки стоял путевой Среднерогатский дворец, построенный Растрелли для императрицы Елизаветы Петровны в 1754 году. При строительстве Монумента Победы на площади дворец не вписался в проект. Он стоял обращённым главным фасадом к Московскому проспекту, а к парадной площади оказывался торцом. Было решено разобрать дворец и собрать его заново, изменив расположение. Дворец был обмерян, элементы декора демонтированы и сохранены. В 1971 году дворец был разобран, но восстановление так и не состоялось. Планировалось его восстановление с приспособлением под дом пионеров в новом ландшафтном парке между Пулковским и Московским шоссе, рядом с воспроизведёнными огневыми точками линии обороны, но автор комплекса, Сперанский, умер в марте 1983 года.

## Достопримечательности

### Монумент героическим защитникам Ленинграда (площадь Победы, дом 1)
…Живописный памятник подвигу горожан в трагические дни блокады, жизни и смерти, идущим рядом…
Монумент героическим защитникам Ленинграда — самое знаменитое сооружение на площади Победы, посвящённое героической обороне Ленинграда и прорыву блокады Ленинграда. Построен в 1975 году по проекту архитекторов С. Б. Сперанского и В. А. Каменского и скульптора М. К. Аникушина. В состав монумента входят:
- внешняя архитектурно-скульптурная композиция, включающая стелу со скульптурной группой «Победители» (рабочий и солдат) у подножья и расходящимися от символического центра пьедесталами с многофигурными скульптурными композициями «Солдаты», «Лётчики и моряки», «Трудовой фронт», «На окопах», «Ополченцы», «Народные мстители (снайперы)»;
- расположенный под землёй Памятный зал (музей), украшенный двумя мозаиками — «Блокада» и «Победа»[11] размера 4,16 × 13,5 метров;
- внутренняя (нижняя) мемориальная площадь со скульптурной группой «Блокада» (скульптор М. К. Аникушин), ограниченная разорванным кольцом (символ блокады Ленинграда), на котором горят вечные огни в виде факелов в память о подвиге минувших дней[12].

Празднование 55-й годовщины Победы 9 мая 2000 года
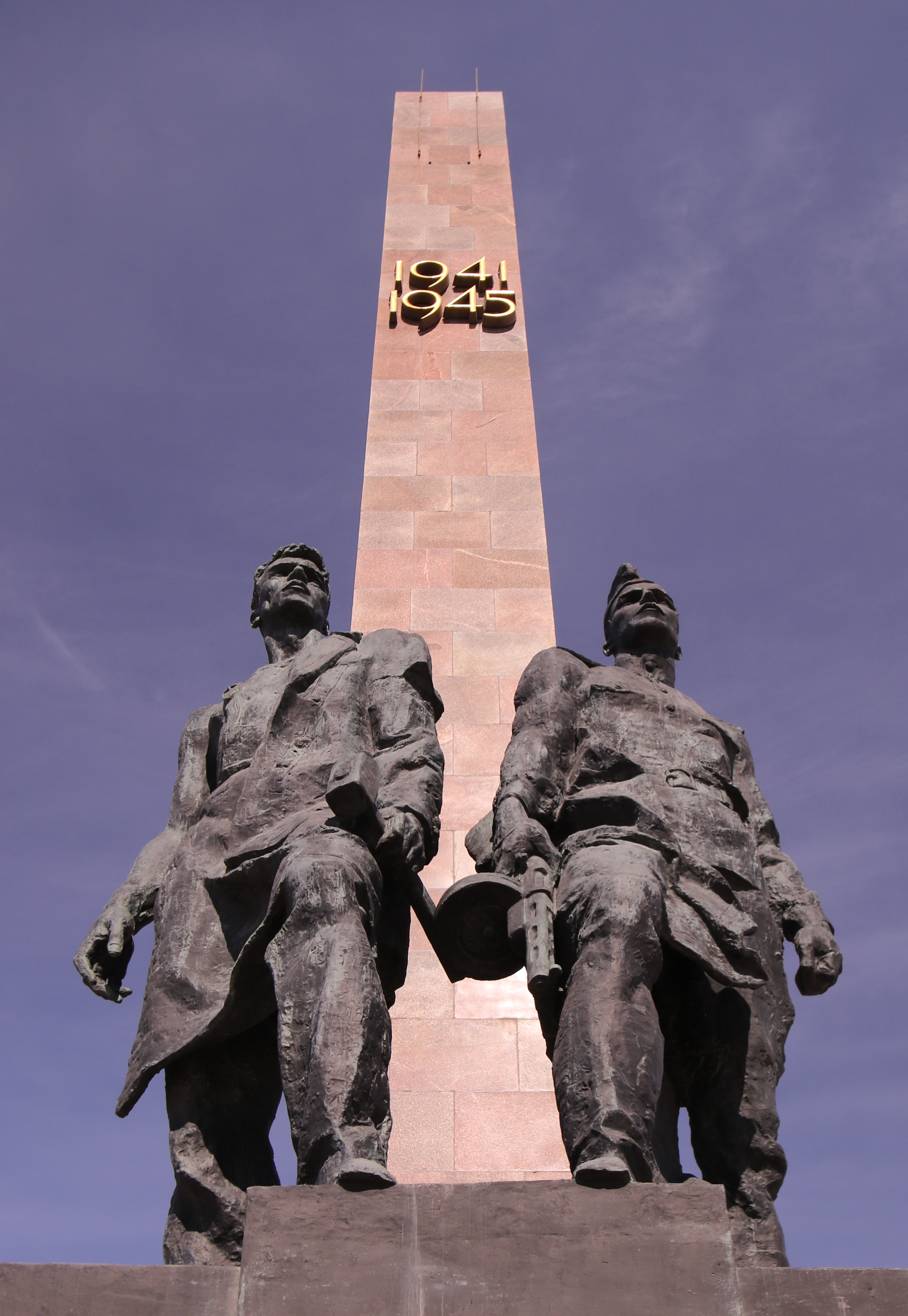
Скульптурная группа «Победители»
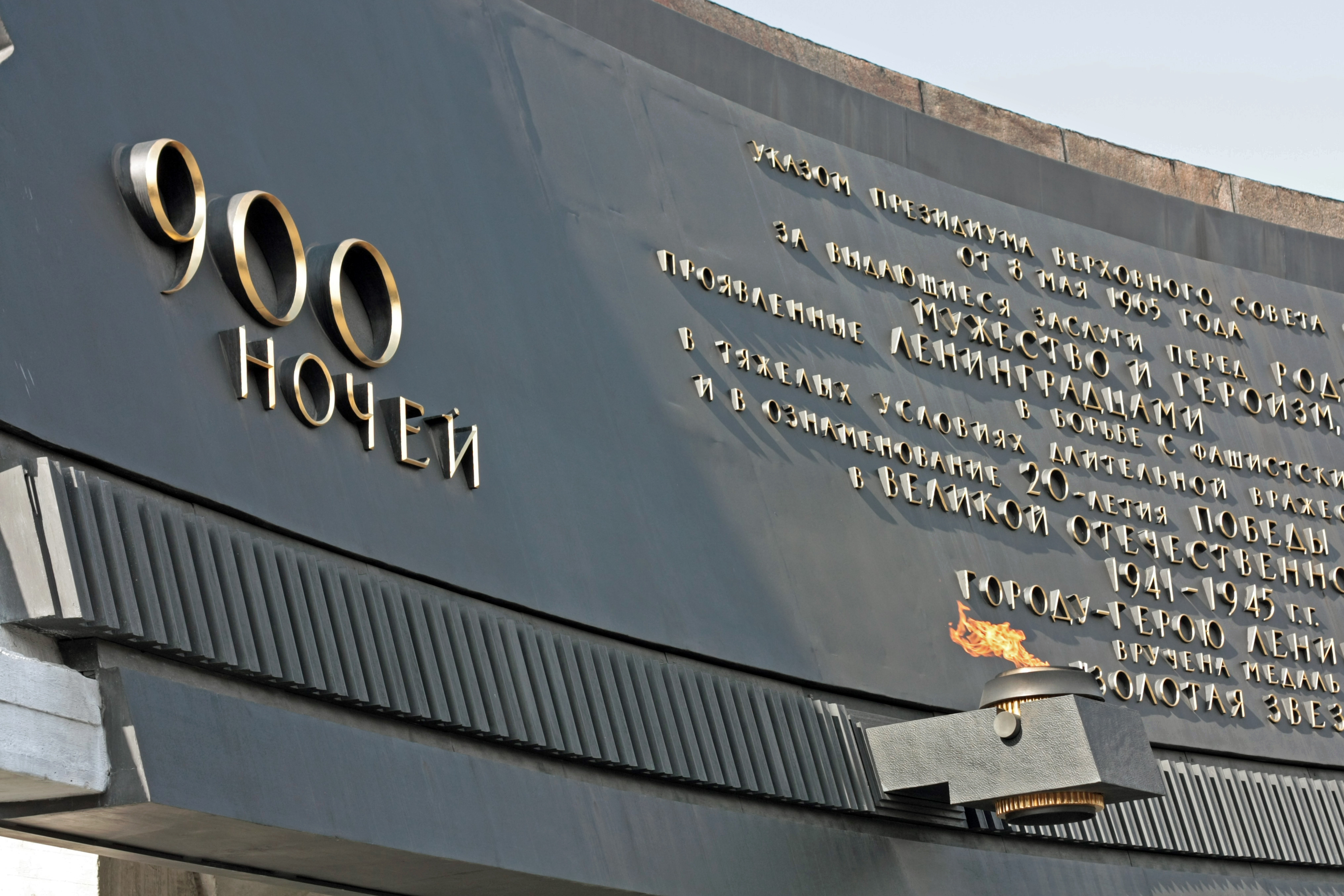
900 дней, 900 ночей
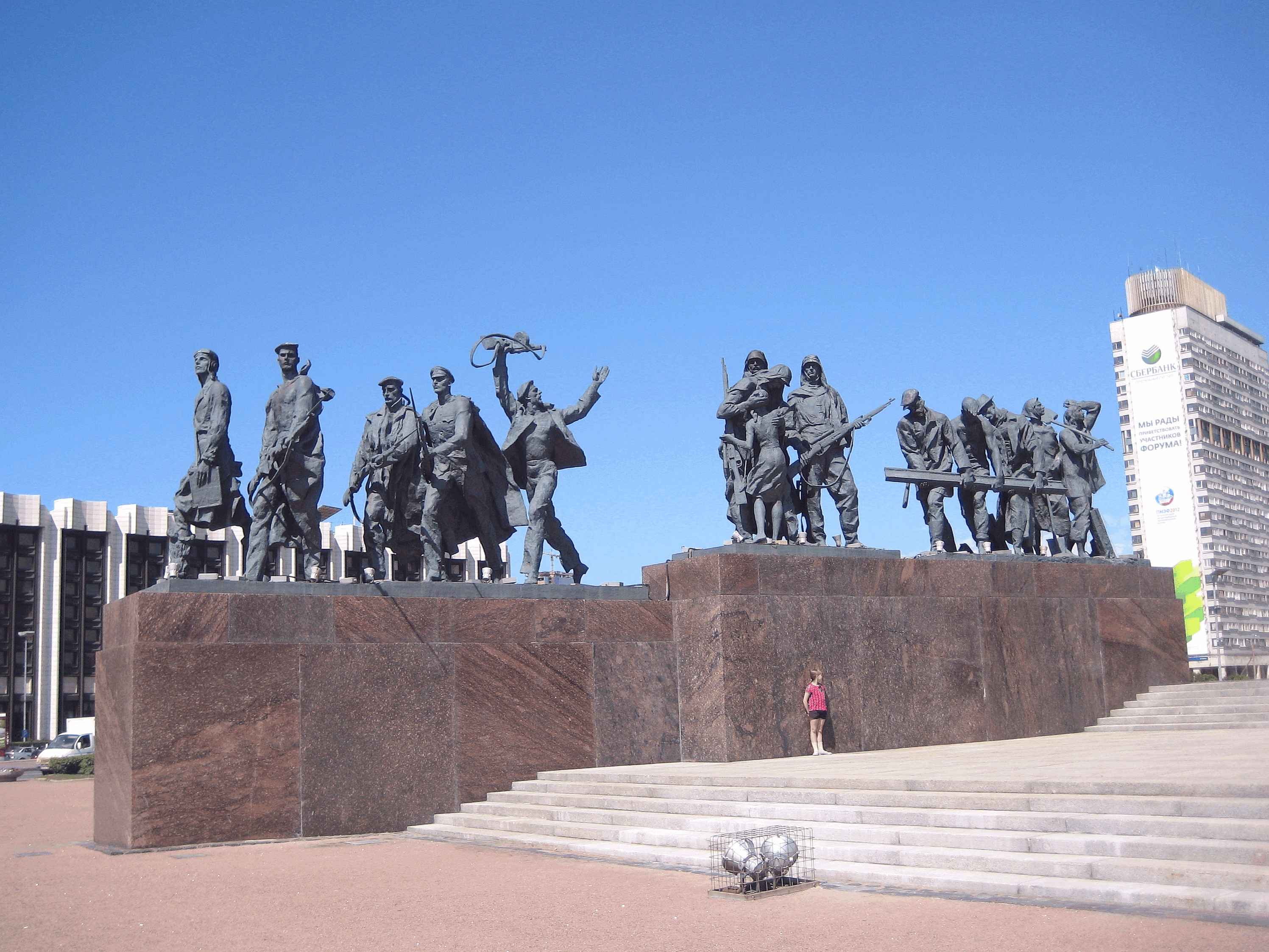
Монумент героическим защитникам Ленинграда

### Жилой дом (Московский проспект, дом 207)
Жилой дом. 22-этажный дом-«пластина» высотой 76 м возведен в 1973—1975 годах по проекту архитекторов С. Б. Сперанского, А. Д. Каца. Наружные стены собраны из навесных панелей, облицованных светлой керамической плиткой.

### Жилой дом (Московский проспект, дом 224)
Жилой дом. 22-этажный дом-«пластина» высотой 76 м возведен в 1973—1975 годах по проекту архитекторов С. Б. Сперанского, А. Д. Каца. Наружные стены собраны из навесных панелей, облицованных светлой керамической плиткой.
У обоих жилых зданий в верхних этажах расположены мастерские художников, внизу идёт сплошная лента магазинов, на фасаде по диагональной сетке расположены балконы в сторону площади. Примечательным является также то, что все квартиры в домах — однокомнатные.

### ВНИИ «Электронстандарт»(площадь Победы, дом 2)
ВНИИ «Электронстандарт» построено в 1983 году. Сейчас в здании находится бизнес-центр «Виктория Плаза».
На фасаде инженерного корпуса и гостиницы чередуются облицованные известняком вогнутые пилоны и блоки бронзированных оконных переплётов.

### Пулковский парк(Пулковское шоссе, дом 2,Московское шоссе, дом 1)
Парк Городов-Героев или Пулковский парк площадью почти 40 га разбит в 1972—1989 годах по проекту архитектора А. Г. Лелякова. В центре расположен Среднерогатский пруд. В восточной части парка, на берегу пруда, построен храмовый комплекс из трех церквей и часовни: Церковь святого Георгия Победоносца, Церковь Рождества Христова, Церковь преподобного Сергия Радонежского и Часовня Царственных Мучеников. На территории парка с 2013 года расположена Аллея почётных граждан Петербурга. В северной части парка сохранились мемориальные ДОТы времён Великой Отечественной войны.

### Гостиница Park Inn Pulkovskaya Saint-Petersburg(площадь Победы, дом 1)
Гостиница «Пулковская» или Гостиница Park Inn Pulkovskaya Saint-Petersburg строилась в 1979—1981 годах по проекту архитекторов С. Б. Сперанского, В. С. Волонсевича, И. Вальяки при участии финских компаний Polar Construction Company, Haka Construction Co-operative и Lemminkainen Oy (Gruppa Polar). Сочетание белого камня и анодированного алюминия в отделке фасадов. Тёмная и золотая бронза обрамления окон и козырьков входов составляет эффектное сочетание с белым камнем, которым облицованы «западающие» пилоны. В 2007 году гостиница «Пулковская» получила новое название — «Park Inn Pulkovskaya Saint-Petersburg».

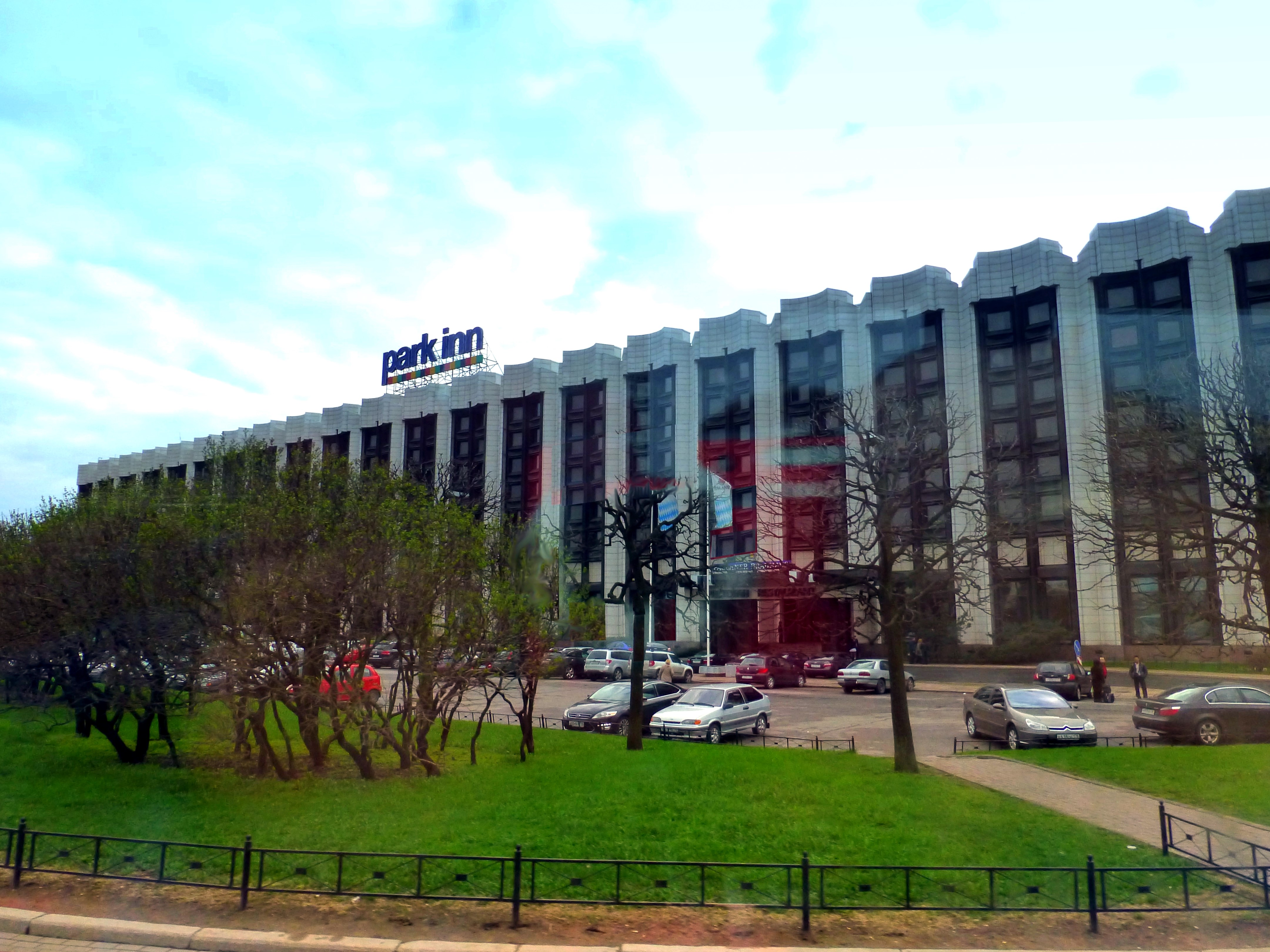
Гостиница Park Inn Pulkovskaya Saint-Petersburg
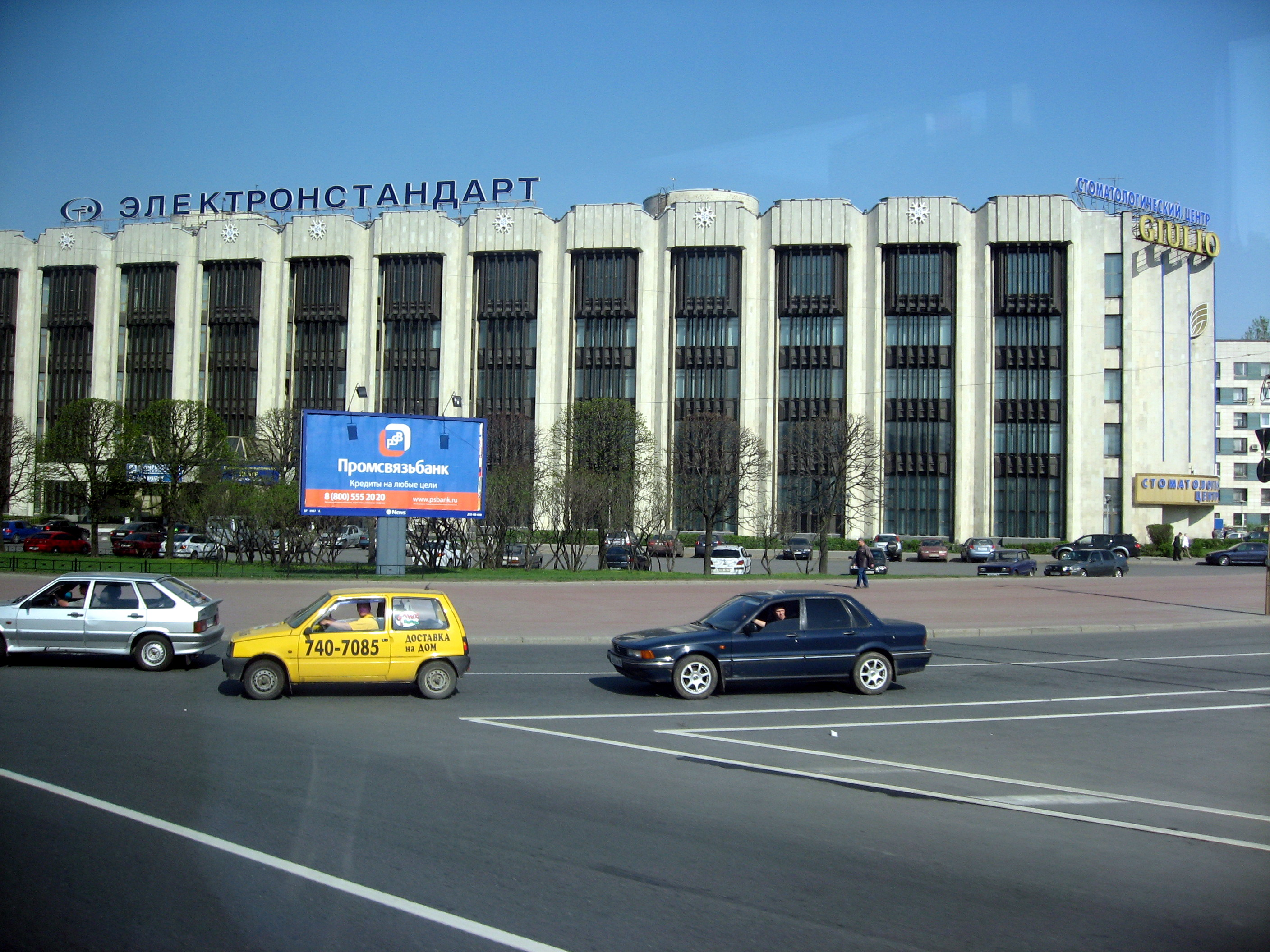
ВНИИ «Электронстандарт»
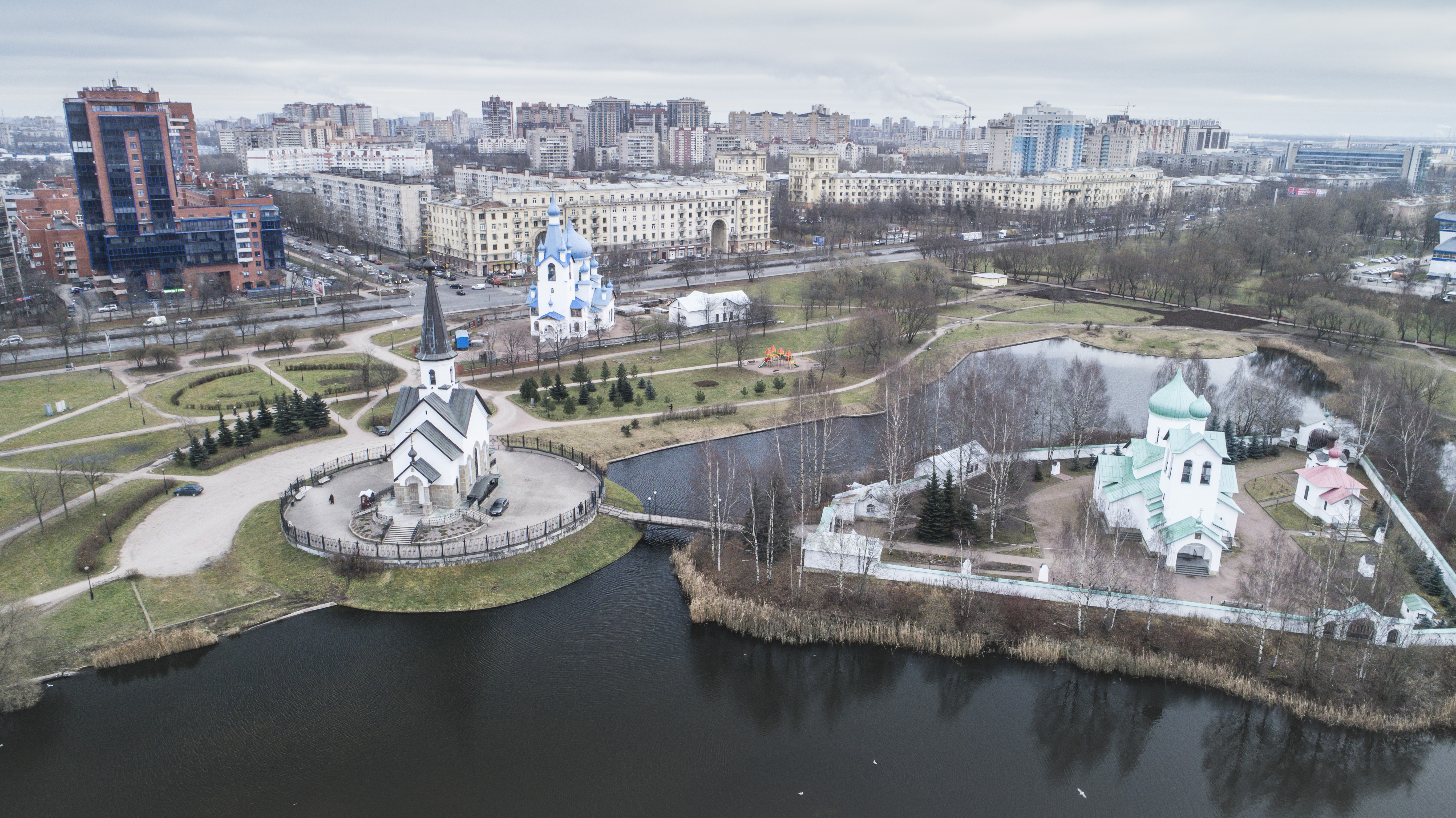
Храмы в Пулковском парке
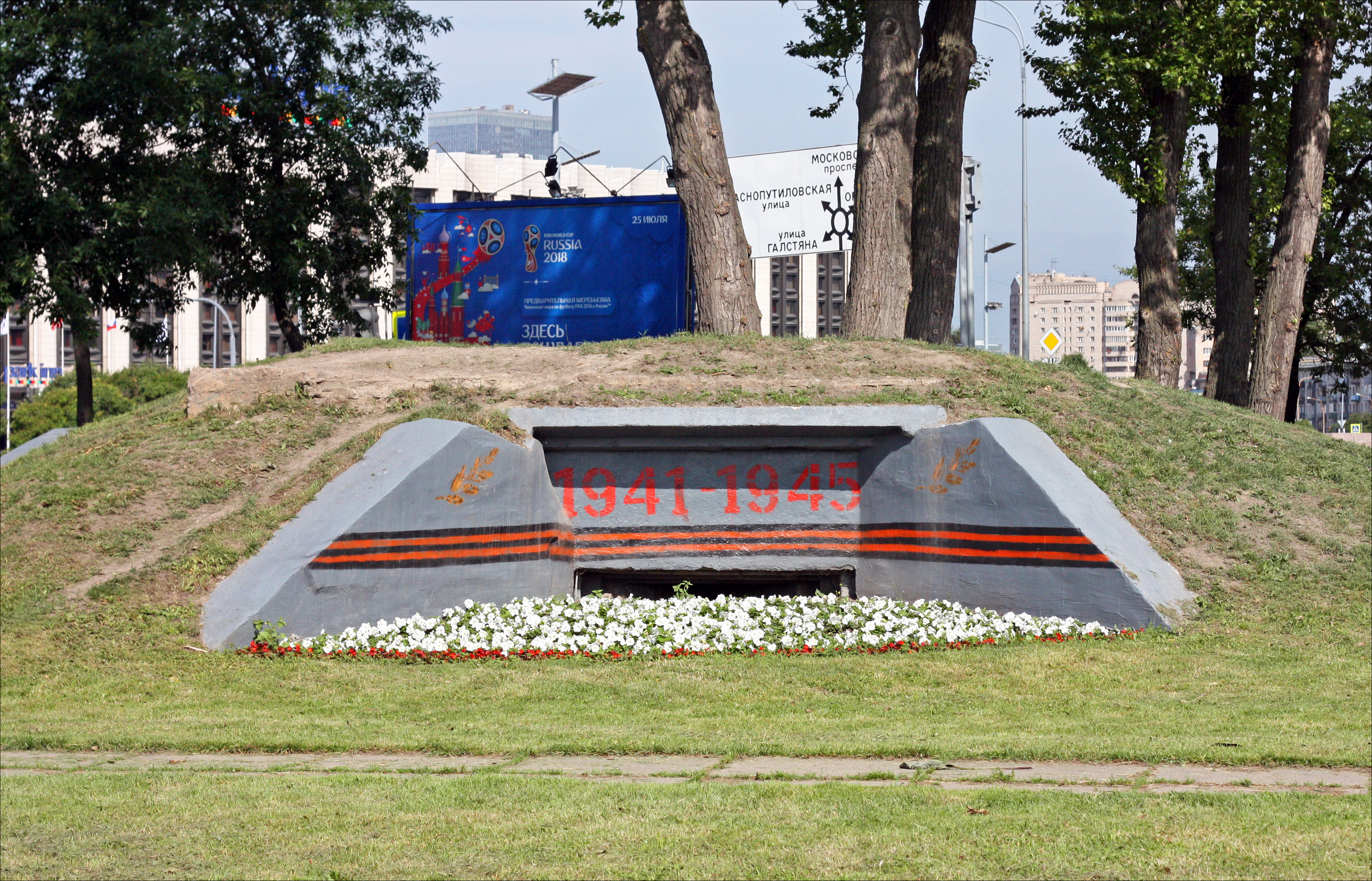
ДОТ в Пулковском парке

## Транспорт
К музею под площадью ведёт подземный пешеходный переход.
Автомобильный тоннель (сдан в эксплуатацию 24.12.1970), расположенный ниже перехода, связывает Краснопутиловскую улицу и улицу Орджоникидзе. С 1934 по 1950 год на площади находилась трамвайная конечная станция «Средняя Рогатка».
Ближайшие станции метро к площади Победы:  «Московская» (пешком до площади 780 м),  «Звёздная» (2,4 км).
На площади победы есть остановки общественного транспорта: автобус 3, 11, 13, 13А, 39, 59, 64, 90, 141, 147, 150, 155, 187, 187А, 243, 252, 263, 299, 301.